# أحمد الشيزاوي
أحمد حسن الشيزاوي (مواليد 22 أكتوبر 1989). هو لاعب كرة طائرة عماني . لعب لنادي صحار العماني، و نادي صحم و نادي السلام و منتخب العماني لكرة الطائرة .

## نبذة عن حياته
ولد في منطقة الشيزاو شرق مدينة صحار عام 1989م واكمل دارسته الابتدائية والثانوية فيها والتحق بكلية التقنية بشناص ولكنه تركها بعد فترة للتفرغ لممارسة رياضة كرة الطائرة.

## مسيرته الرياضية
بدا مسيرته بنادي مدينة صحار نادي صحار عام 2006 لفريق الناشئين واحرز معه لقب دوري الناشئين لعام 2007 واستدعي لتمثيل منتخب عمان للناشئين 2007 ،وبعدها صُعد لمنتخب الشباب حقق معه وصافة بطولة كاس الخليج للالعاب المصاحبة واختير كافضل ضارب بالبطولة ليتم استدعاءه لتمثيل منتخب عمان الأول لكرة الطائرة 2010.
تعرض للإصابة في الرباط الصليبي ابعدته عن المنافسات لمدة سنتين، ليعود في 2013/2014 ويوقع لنادي صحم ويحقق معه بطولة الدوري العام ودرع وزارة الشؤون الرياضية، بالموسم التالي عاد للعب لصالح نادي صحار ويحقق معه بطولتا دوري العام ودرع الوزارة.
تعاقد نادي السلام مع الشيزاوي بموسم 2016 لمدة موسم واحد، وحقق معه بطولة الدوري ودرع الوزارة والمركز الثاني ببطولة الخليج للاندية الابطال الدوري والمركز الرابع بالبطولة العربية.
عاد اللاعب مجدداً إلى نادي صحار لمدة موسم واحد 2018/2019 وبعد انتقل إلى نادي السلام مجدداً بموسم 2019/2020 ليحقق مع السلام بطولة دوري العام. 